# Hot Streets
Hot Streets è il dodicesimo album della rockband americana Chicago, pubblicato nel 1978.
È il primo album di materiale inedito pubblicato senza un numero nel titolo.
Dopo aver lavorato con James William Guercio fin dall'album di esordio nel 1969, i Chicago decisero di separarsi da Guercio con l'uscita di Chicago XI nel 1977, prendendo loro stessi il controllo. Si tratta inoltre del primo album pubblicato dopo la morte del chitarrista Terry Kath nel gennaio del 1978, quando involontariamente si sparò un colpo di arma da fuoco durante una festa di un roadie.

## Tracce
LATO A
- Alive Again - 4:17
- The Greatest Love On Earth - 3:43
- Little Miss Lovin'  - 4:32
- Hot Streets - 5:12
- Take A Chance - 4:35

LATO B
- Gone Long Gone - 3:55
- Ain't It Time - 4:08
- Love Was New - 3:32
- No Tell Lover - 4:15
- Show Me The Way - 3:18